# Pianosonate nr. 27 (Beethoven)
Pianosonate nr. 27 in e mineur, op. 90, is een pianosonate van Ludwig van Beethoven. Hij schreef de sonate in 1814 voor Moritz von Lichnowsky. Het stuk duurt ongeveer 14 minuten.

## Onderdelen
De sonate bestaat uit twee delen:
- I Mit Lebhaftigkeit und durchaus mit Empfindung und Ausdruck (Altijd met levendigheid, gevoel en expressie)
- II Nicht zu geschwind und sehr singbar vorgetragen (Niet te snel en duidelijk op een zingende manier)

### Mit Lebhaftigkeit und durchaus mit Empfindung und Ausdruck
Dit is het eerste deel van de sonate. Het stuk heeft een 3/4 maat en klinkt mysterieus geërgerd en rusteloos. Het is door Beethoven als "een wedstrijd tussen hoofd en hart" beschreven. Dit slaat op de twee thema's in het stuk. Het hoofd heeft een duidelijke melodie en toonsoort, terwijl het hart aangrijpender is en vrij wil zijn van de beperkingen. Het stuk duurt circa 5 minuten.

### Nicht zu geschwind und sehr singbar vorgetragen
Dit is het tweede en laatste deel van de sonate. Het is een rondo in E majeur. Het duurt circa 8 minuten.